# Misha Mengelberg
Misha Mengelberg (Kiev, Ucrania, 5 de junio de 1935-Ámsterdam, Países Bajos, 3 de marzo de 2017) fue un pianista y compositor neerlandés de jazz. 

## Biografía
Nació en 1935, hijo del director de orquesta Karel Mengelberg. Vivió en Holanda desde muy niño, y estudió música en el Conservatorio de La Haya (1958-1964), aunque antes había estado un breve tiempo en la escuela de arquitectura. En ese periodo, ganó el primer premio del festival de jazz de Loosdrecht, y estuvo vinculado con el movimiento artístico Fluxus.

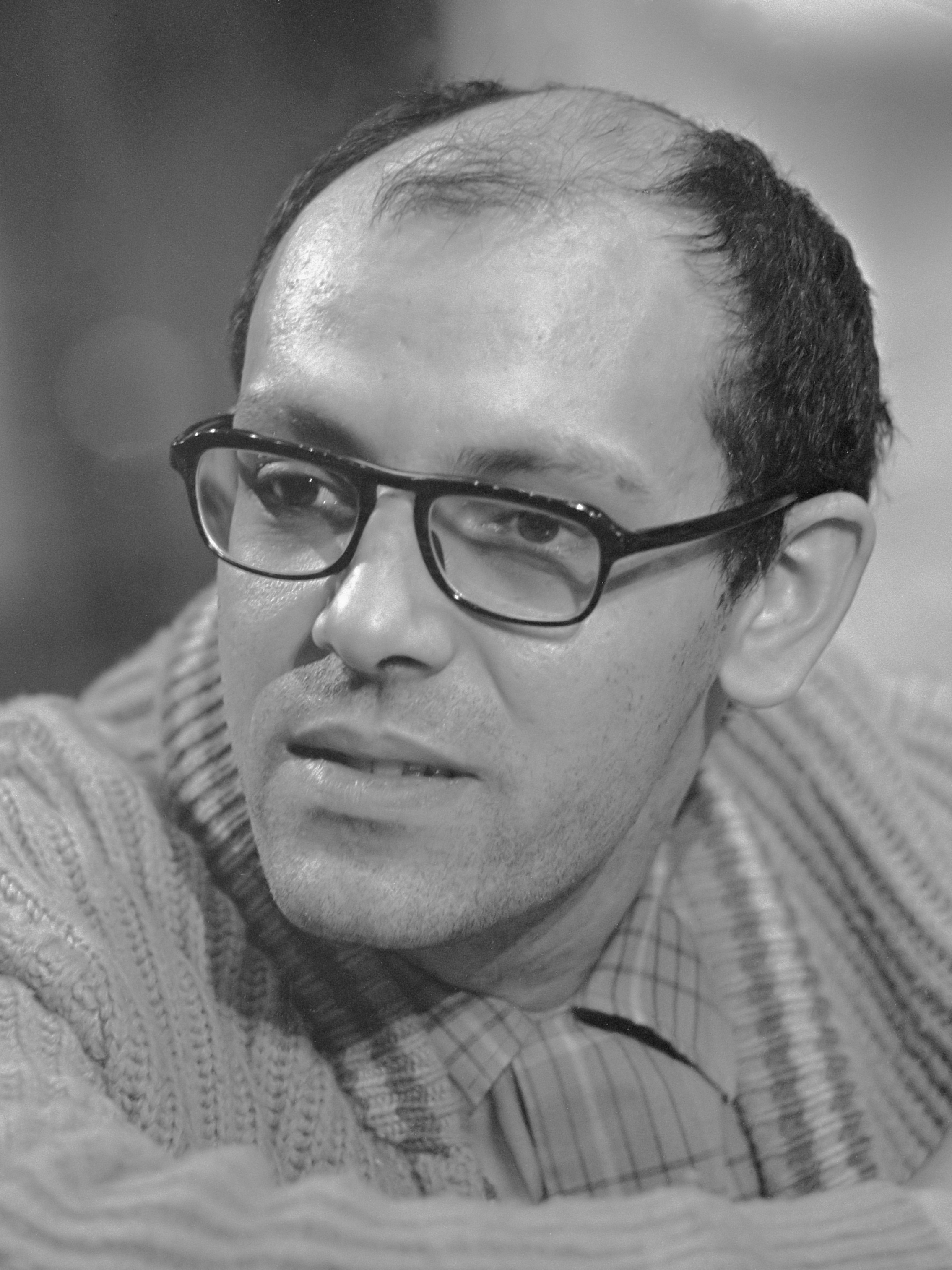
Mengelberg en 1968.

Su primera aparición en disco fue junto a Eric Dolphy, en su álbum Last Date (1964). En dicho disco estaba también el baterista Han Bennink, y ambos, junto con Piet Noordijk, y diversos bajistas, formaron un cuarteto que tocó en el  Newport Jazz Festival de 1966. En 1967 cofundó Instant Composers Pool, una organización para impulsar el free jazz y el jazz de vanguardia holandés, junto a Bennink y Willem Breuker. Fue también miembro fundador del STEIM en Ámsterdam (1969).
Mengelberg tocó con un gran número de músicos; hizo dúo de forma frecuente junto con su colega Bennink, así como con otros músicos como Derek Bailey, Peter Brötzmann, Evan Parker o Anthony Braxton. Fue también uno de los primeros difusores de la música del pianista Herbie Nichols.
También escribió música para teatro y para montajes audiovisuales. En 2006 publicó un DVD, Afijn (ICP/Data), con 80 minutos de material sonoro y biográfico. Sus influencias estilísticas incluyen a Thelonious Monk, Duke Ellington y John Cage.